# Steve Redgrave
Sir Stephen Geoffrey Redgrave, detto Steve (Marlow, 23 marzo 1962), è un canottiere britannico.

## Carriera
Ha vinto cinque medaglie d'oro ai giochi olimpici in cinque edizioni consecutive dal 1984 al 2000. Ha anche vinto la medaglia di bronzo ai giochi olimpici del 1988, in coppia con Andy Holmes, battuto nella storica sfida con i fratelli Abbagnale. Ha vinto per tre edizioni consecutive l'oro olimpico nella specialità del due senza, il primo nel 1988 sempre con Andy Holmes e gli altri due, nel 1992 e nel 1996, con lo storico compagno Matthew Pinsent. Redgrave ha inoltre vinto nove medaglie d'oro ai campionati del mondo di canottaggio. Ha smesso definitivamente di remare a livello internazionale nel 2000.
Redgrave è l'unico britannico ad aver vinto cinque Olimpiadi consecutivamente. È considerato da molti il più forte vogatore di sempre, grazie alla sua tecnica di voga e alla sua strabiliante forza. Gode di ottima fama sia nella sua nazione che all'estero, tanto che la BBC gli ha dedicato un intero documentario ed è spesso ospite d'onore ad eventi e trasmissioni.
Nel 2001 gli viene attribuita la Medaglia Thomas Keller, alto riconoscimento del canottaggio.
Già insignito nel 1987 del titolo di Membro dell'Ordine dell'Impero Britannico e, successivamente, nel 1997, di Comandante dello stesso Ordine, nel 2001 gli fu conferito il Cavalierato e il titolo di "Sir", primo atleta olimpico britannico a ricevere tale riconoscimento.
Nel 2012 è il tedoforo che porta la fiaccola olimpica all'interno dello stadio al termine della cerimonia di inaugurazione dei Giochi della XXX Olimpiade: qui passa la fiaccola a un gruppo di sette giovani atleti che in rappresentanza del futuro dello sport vi accendono il braciere olimpico.

## Palmarès

### Giochi olimpici
- 1984 - Los Angeles

 oro nel 4 con
- 1988 - Seul

 oro nel 2 senza
 bronzo nel 2 con
- 1992 - Barcellona

 oro nel 2 senza
- 1996 - Atlanta

 oro nel 2 senza
- 2000 - Sydney

 oro nel 4 senza

### Mondiali di canottaggio
- 1986 - Nottingham

 oro nel 2 con
- 1987 - Copenaghen

 oro nel 2 senza
 argento nel 2 con
- 1989 - Bled

 argento nel 2 senza
- 1990 - Tasmania

 bronzo nel 2 senza
- 1991 - Vienna

 oro nel 2 senza
- 1993 - Račice

 oro nel 2 senza
- 1994 - Indianapolis

 oro nel 2 senza
- 1995 - Tampere

 oro nel 2 senza
- 1997 - Aiuguebelette

 oro nel 4 senza
- 1998 - Colonia:

 oro nel 4 senza
- 1999 - St. Catharines:

 oro nel 4 senza